# HMS Dreadnought
L'HMS Dreadnought va ser un cuirassat britànic de la Royal Navy que va revolucionar els vaixells de guerra del moment. La seva entrada en servei l'any 1906 va suposar un gran avenç en la tecnologia militar naval. De fet les seves característiques de disposició d'armament, propulsió i blindatge van donar lloc a tota una nova generació de cuirassats que s'anomenarien precisament "dreadnought" amb referència a aquest primer disseny. Alhora, els grans cuirassats i creuers anteriors s'engloben dins el terme "predreadnought".
El Dreadnought va ser el primer cuirassat amb una bateria principal amb múltiples canons de gran calibre. Fins aquell moment era habitual combinar alguna arma de gran calibre amb una artilleria secundària pesant nombrosa (ja fos en torretes o bateries al buc i superestructura). També va ser el primer vaixell de guerra pesant equipat amb propulsió de turbines de vapor, la qual cosa el va convertir en el cuirassat més ràpid en el moment de la seva entrada en servei. El seu llançament va detonar una carrera armamentística entre les marines de guerra arreu del món, sobretot entre britànics i la Kaiserliche Marine alemanya. Aquest va ser un principals dels elements de bel·ligerància i tensió prèvia a la Primera Guerra Mundial.

## Descripció

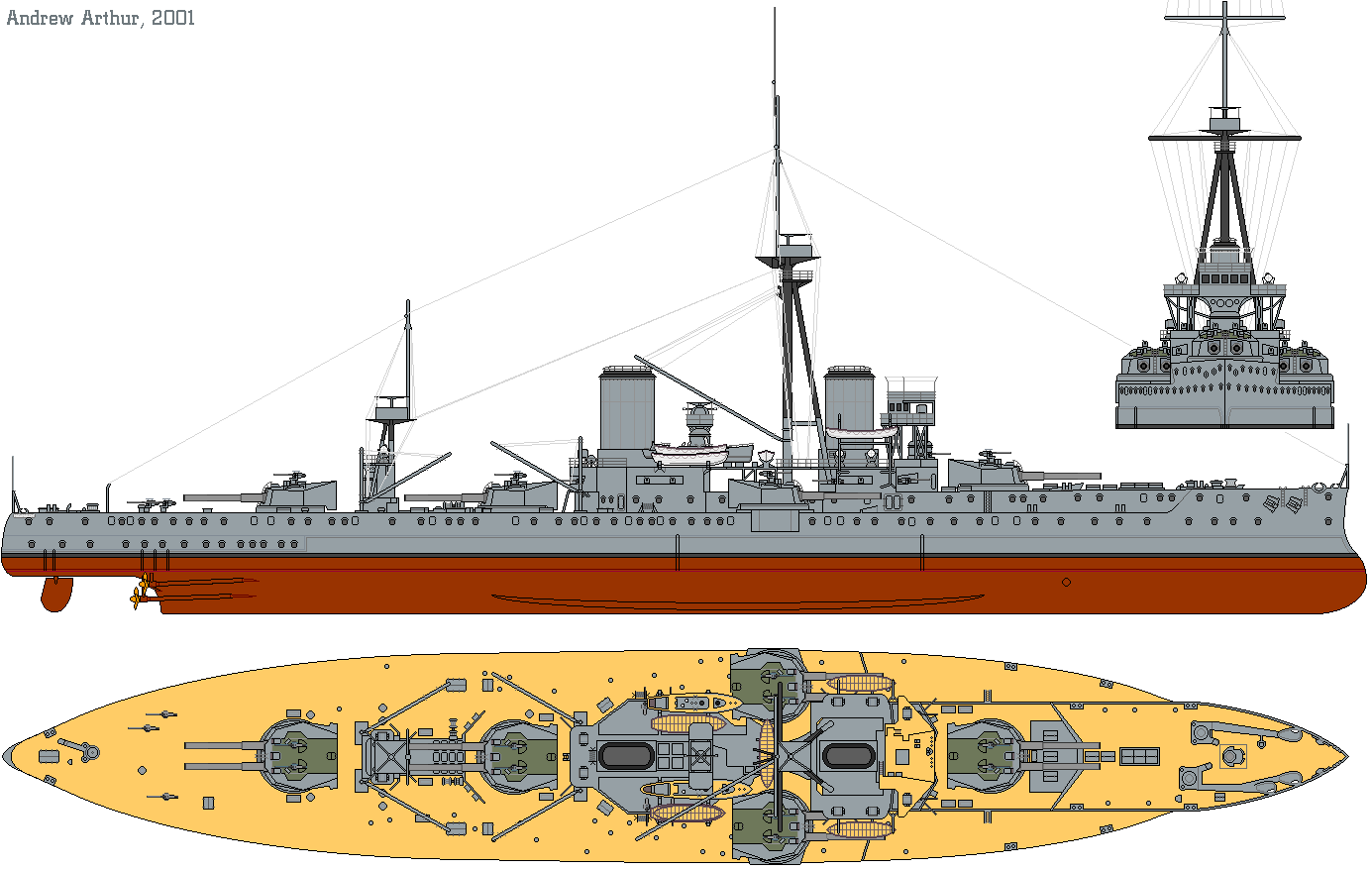
Vistes esquemàtiques del HMS Dreadnought l'any 1911.

### Aspectes generals
El Dreadnought tenia una eslora i tonatge notablement majors als dos cuirassats de la classe Lord Nelson que la Marina Britànica estava construint en aquell moment. Tenia una eslora de 160,6 m i una mànega de 25 m, assolint un calat de 9 m a plena càrrega. Suposant un desplaçament de 3.000 tones més que la classe anterior. També comptava amb un doble fons complet.
La distribució clàssica de la tripulació marcava que els oficials s'allotjaven a popa i la marineria a proa. Però al Dreadnought la distribució es va invertir per tal d'assegurar que els oficials estaven més a prop del pont en cas de combat. Aquest canvi va resultar impopular entre els oficials, ja els situava a prop de les sorollosa maquinària auxiliar, mentre que la popa contenia les turbines, molt més silencioses. Tot i això es va mantenir la nova distribució ens els diversos cuirassats britànics que el succeïren fins a la classe King George V del 1910, que retornà a la distribució clàssica.

### Propulsió
El Dreadnought va ser el primer cuirassat propulsat amb turbines de vapor tot substituint les màquines de vapor de triple expansió. Comptava amb dos grups de dues turbines Parsons cadascun, acoblades directament a hèlices de 3 pales i 2,69 m de diàmetre. Comptava amb 2 sales de màquines separades, comptant cadascuna amb una turbina central de baixa pressió per a velocitat de creuer i una exterior d'alta pressió per a velocitats elevades. Les turbines tenien una potència total de disseny de 23.000 CV (17.150 kW), però a les proves d'octubre de 1906 van arribar al 27.018 CV. Així doncs de la velocitat de disseny de 21 nusos s'arribà a 21,6 durant les proves.
La càrrega total de combustible era de 2.868 tones de carbó i 1.120 tones addicionals de fuel, que es ruixava sobre el carbó per accelerar-ne la combustió. Gràcies a aquesta càrrega el Dreadnought tenia una autonomia total de 6.620 milles nàutiques a una velocitat de creuer de 10 nusos.

## Història operativa
No va participar en cap batalla naval durant la Primera Guerra Mundial, ja que durant la batalla de Jutlàndia, l'any 1916, es trobava de reparacions. Tot i això és l'únic cuirassat que ha enfonsat un submarí, l'U-29 alemany, ja que aquest va emergir prop del vaixell i aquest el va envestir i enfonsar l'any 1915. A finals de 1916 va ser destinat a tasques de defensa del Canal de la Mànega i no va retornar a la Grand Fleet fins al 1918. L'any 1919 va passar a la reserva i finalment va ser venut com a ferralla el 9 de maig de 1921 per 44.000 lliures esterlines.